# ديتر أوغستين
ديتر أوغستين (بالألمانية: Dieter Augustin) (و. 1934 – 1989 م) هو ممثل، من ألمانيا، توفي في ميونخ، عن عمر يناهز 55 عاماً.

## وصلات خارجية
- ديتر أوغستين على موقع IMDb (الإنجليزية)
- ديتر أوغستين على موقع ألو سيني (الفرنسية)
- ديتر أوغستين على موقع أول موفي (الإنجليزية)
- ديتر أوغستين على موقع قاعدة بيانات الأفلام السويدية (السويدية)
- ديتر أوغستين على موقع قاعدة بيانات الفيلم (الإنجليزية)
- ديتر أوغستين على موقع كينوبويسك (الروسية)